# Johann Lautmann
Johann Lautmann (* 31. Mai 1789 in Fürnitz/Brnca; † 13. Juli 1857 ebenda) war ein österreichischer Gastwirt, Fleischhauer und Politiker.

## Leben
Lautmann war der Sohn des Realitätenbesitzers Johann Lautmann und dessen Ehefrau Maria geborene Pacher. Er war römisch-katholischer Konfession und heiratete am 16. November 1812 Maria Markowitz (* 18. Dezember 1793; † 11. Juli 1836). Aus der Ehe gingen eine Tochter und drei Söhne hervor.
Lautmann lebte als Gastwirt und Fleischhauer in Fürnitz, Haus Nr. 19. Er war Besitzer der Gaberl-Realität. Vom 17. Juli 1848 bis zum 4. März 1849 war er Abgeordneter im Provisorischen Kärntner Landtag.